# The Happy Wanderer (Obitelj Soprano)
"The Happy Wanderer" 19. je epizoda HBO-ove televizijske serije Obitelj Soprano i šesta u drugoj sezoni serije. Napisao ju je Frank Renzulli, režirao John Patterson, a originalno je emitirana 20. veljače 2000.

## Radnja
Tijekom predstavljanja fakulteta u Meadowinoj školi, Tony se susreće sa starim školskim prijateljem, Davidom Scatinom, koji posjeduje trgovinu sportske opreme u Ramseyju. Davey upita Tonyja može li sudjelovati u "Šefovskoj igri", pokeraškoj partiji na velike uloge koju su ustanovili Tonyjev otac Johnny Boy i Stric Junior još u šezdesetima, a koju je sada oživio sami Tony jer je sada Junior u kućnom pritvoru. Tony upozori Daveyja da mu, jer se radi o velikim ulozima, preporučuje da se ne pridružuje igri jer vjeruje kako Daveyju nedostaje kapitala kojim bi sudjelovao u takvoj igri. Sljedećeg dana, Davey se zaduži za veliku količinu novca igrajući u partiji Richieja Aprilea na male uloge, a kasnije zakasni s isplaćivanjem dugovanja. Richie ga upozori da će neplaćanje dugova samo dovesti do njihova eskaliranja (neplaćene rate dodat će se osnovici), te izbaci Daveyja iz partije dok ne vrati dug.
Na svojoj terapeutskoj seansi s dr. Melfi, Tony razgovara o stvarima koje mu idu dobro, ali da se ljuti na sve. Kao primjer navodi "sretne lutalice", ljude koji hodaju ulicom sa smiješkom i pozitivnim stavom. Tony objašnjava kako je ljut na takve ljude jer "hodaju okolo s čistom glavom", dok se on ne može otresti depresije i srdžbe čak i kad je život naizgled idealan, očajavajući zbog smrti oca svoga šurjaka, Toma Giglionea Sr., koji se okliznuo na krovu dok je postavljao satelitsku antenu samo dan nakon umirovljenja. Tony zatim kaže Melfi kako postaje ogorčen na terapiju jer potiče osjećaje žrtvovanja, dok je njegov junak, Gary Cooper, uvijek bio pun života, "snažni, tihi tip". Tony od Strica Juniora saznaje kako je imao još jednog strica koji je bio mentalno zaostao. Junior mu kaže kako se zvao Ercoli (nadimak "Eckley") te da se njihova majka nije željela skrbiti o njemu pa ga je umjesto toga poslala u najprikladnije sirotište u državi. Melfi sarkastično upita Tonyja da li se zbog postojanja retardiranog člana obitelji osjeća potaknut na dolazak na terapiju. 
Na sprovodu Toma Giglionea, Tony se naljuti kad stigne Livia, rekavši kako je ona za njega mrtva. Razbjesni se i kada ona stigne na školsku priredbu na kojoj bi Meadow trebala izvesti pjevačku točku.  
Prije kartaške partije, Christopher upućuje Matta Bevilaquau i Seana Gismontea što bi trebali i što ne bi trebali raditi kad dođu na partiju. Furio za mjesto organiziranja partije sređuje motel Teittlemanovih te se naruga kad Hillel Teittleman prigovori kako je mafija u njegovu obiteljsku ustanovu unijela kriminalne aktivnosti, naglasivši kako Hasidim uživa u uslugama njihovih prostitutki. Na kartaškoj partiji, sudionici su Frank Sinatra, Jr., Johnny Sack, Silvio Dante i dr. Ira Fried. Tony se iznenadi kad iznenada dođe Davey Scatino pitavši može li se pridružiti te se ispočetka protivi njegovom sudjelovanju ("Davey, ovo nije igra za tebe"), ali na inzistiranje svoga prijatelja konačno mu dopušta da se pridruži. Ujutro, Davey Tonyju duguje 45.000 dolara. Richie zatim posjećuje motelsku sobu gdje ugleda Daveyja i pokuša ga zadaviti što se uopće usudio pridružiti šefovskoj partiji jer mu duguje tisuće dolara. Tony prekine obračun i izvede Richieja. Richie kaže Tonyju da mu Davey već duguje 8.000 dolara. Kao kaznu za izazivanje scene tijekom igre i prijetnje jednom od njegovih igrača, Tony kaže svojem kapetanu da će Davey prvo otplatiti njegove dugove, a zatim Richiejeve, te da je Richiejev kredit zamrznut, što znači da do tada ne može uzimati novac od Davida Scatina. Davey ne uspijeva pribaviti novac za Tonyja, koji pronađe dužnika u njegovoj trgovini i pretuče ga u uredu. Očajan, Davey se obraća svojem prijatelju Artieju Buccou za zajam, ali Artie odbije saznavši da Davey traži 20.000 dolara, iako je zabrinut što mu prijatelj duguje Tonyju. Artie kaže kako Vesuviu treba novi krov. Iako to ne kaže, Artie vjerojatno shvaća da je Dave u velikim dugovima prema dvojici mafijaša te da su njegove šanse da vidi posuđeni novac minimalne.
Kako bi djelomično otplatio dug, očajni Davey daje Tonyju Nissan Pathfinder koji pripada njegovu sinu Ericu. Tony zatim auto daje Meadow, koja ubrzo shvaća da je pripadalo njezinom prijatelju i odbije ga uzeti. Uvrijeđen, Tony joj kaže kako ima pravo tražiti bilo kakvu naplatu koju Davey Scatino može ponuditi, te inzistira da Meadow shvati da njegov rad donosi novac u njihov dom. Tony se izdere kako je zadovoljan da Meadow ne želi Pathfinder, jer će ga prodati Big Pussyju i iskoristiti novac kako bi za nju platio "hranu, odjeću i igračke", dodavši kako je to činio od dana kad se ona rodila. Carmela kaže kako je obitelj Scatino u dobrim odnosima s rektorom Georgetowna, i kako bi on mogao ugroziti Meadowin izbor koledža. Međutim, Eric nije spreman prihvatiti odgovornost svoga oca za gubitak vlastitog vlasništva. Kad se kasnije te noći sastane s Meadow kako bi vježbali glazbeni duet za školsku priredbu, Eric zahtijeva od Meadow da "natjera" Tonyja da vrati njegov terenac. Kad Meadow istakne da ne može prisiliti Tonyja da vrati išta, te sugerira kako Davey snosi bar dio odgovornosti za novonastalu situaciju, on odustaje od glazbene točke samo nekoliko minuta prije njezina početka, rekavši, "Jebi se, jebeš tvog oca gangstera i jebeš ovo." Dok priredba počinje, najavljivač obavještava publiku o promjeni u programu, tj. u drugoj točki: da će Meadow nastupati sama. Carmela ostaje iznenađena, ali joj lakne da će Meadow imati solo izvedbu za svoju prijavu za koledž, dok se Tony doima pokajnički zbog očiglednog dojma koji je ostavio na Scatinove i njihovo prijateljstvo s njegovom obitelji.

## Glavni glumci
- James Gandolfini kao Tony Soprano
- Lorraine Bracco kao Dr. Jennifer Melfi
- Edie Falco kao Carmela Soprano
- Michael Imperioli kao Christopher Moltisanti
- Dominic Chianese kao Corrado Soprano, Jr.
- Vincent Pastore kao Big Pussy Bonpensiero
- Steven Van Zandt kao Silvio Dante
- Tony Sirico kao Paulie Gualtieri
- Robert Iler kao Anthony Soprano, Jr.
- Jamie-Lynn Sigler kao Meadow Soprano
- Drea de Matteo kao Adriana La Cerva
- David Proval kao Richie Aprile
- Aida Turturro kao Janice Soprano
- Nancy Marchand kao Livia Soprano

### Gostujući glumci
- John Ventimiglia kao Artie Bucco

#### Ostali gostujući glumci
| - Robert Patrick kao David Scatino - Lillo Brancato Jr. kao Matt Bevilaqua - Chris Tardio kao Sean Gismonte - Federico Castelluccio kao Furio - Nicole Burdette kao Barbara Giglione - John C. Hensley kao Eric Scatino - Marissa Redanty kao Christine Scatino - Felix Solis kao ribar - Vincent Curatola kao Johnny Sack - Paul Mazursky kao Sunshine - Frank Sinatra, Jr. kao on sam | - Lewis J. Stadlen kao dr. Fried - Adam Alexi-Malle kao rektor - P.J. Brown kao policajac - Angela Covington kao Gudren - Joseph R. Gannascoli kao Vito Spatafore - Barbara Gulan kao gđa Gaetano - La Tanya Hall kao kurva - Sig Libowitz kao Hillel - David McCann kao svećenik - Carmine Sirico kao djelitelj - Ed Vassallo kao Tom Giglione |

## Prva pojavljivanja
- Vito Spatafore: nećak Richieja Aprilea iz njegove ekipe.
- David Scatino: Tonyjev prijatelj iz djetinjstva i kompulzivni kockar.
- "Sunshine": djelitelj Šefovske igre, koji će se pojaviti kao djelitelj i na kartaškoj partiji Eugenea Pontecorvoa u epizodi "Amour Fou".
- Dr. Ira Fried: igrač u Šefovskoj igri i liječnik specijaliziran za liječenje erektilne disfunkcije. Uz to obavlja ilegalne operacije ranjenih mafijaša.

## Umrli
- Tom Giglione, Sr.: otac Tonyjeva šurjaka koji je umro nakon pada s krova.

## Naslovna referenca
- Naslov epizode odnosi se na "sretne lutalice", osobe koje bezbrižno hodaju svijetom, a koje Tony prezire.
- "The Happy Wanderer" je i njemačka pjesma koju je napisao Friedrich-Wilhelm Möller. Engleska verzija koju pjeva Frankie Yankovic svira tijekom odjavne špice.

## Glazba
- Pjesma koja se pjeva sopranom nakon Meadowine i Ericove generalne probe, te ponovno na početku koncerta, je "Gretchen am Spinnrade" Franza Schuberta.
- Duet koji uvježbavaju Meadow i Eric je "Sun and Moon" iz mjuzikla Miss Saigon.

## Vanjske poveznice
- The Happy Wanderer u internetskoj bazi filmova IMDb-a